# Víctor Grange (1987)
Juan Víctor Grange González (24 december 1987) is een Paraguayaans voormalig wielrenner.

## Carrière
In 2006 werd Grange zevende op het nationale kampioenschap op de weg. Eerder dat jaar war hij op plek 25 geëindigd in de tijdrit op de Pan-Amerikaanse kampioenschappen. Een jaar later werd hij vijfde op het nationale kampioenschap tijdrijden.
In 2015 werd Grange derde op het nationale kampioenschap tijdrijden, waar winnaar Gustavo Miño bijna twee minuten sneller was.